# Михаилиди, Константин Феодорович
Константин Феодорович Михаилиди (1904 год, Кутаиси, Кутаисская губерния, Российская империя — 1974 год, Батуми, Аджарская АССР, Грузинская ССР) — главный агроном отдела сельского хозяйства Батумского района, Аджарская АССР, Грузинская ССР. Герой Социалистического Труда (1949).

## Биография
Родился в 1904 году в Кутаиси. Окончил местную школу. С 1927 года обучался на агрономическом факультете Тифлисского политехнического института, по окончании которого в 1931 году трудился агрономом в различных сельскохозяйственных предприятиях Батумского района. В последующем назначен главным агрономом отдела сельского хозяйства Батумского района. Благодаря его деятельности в районе было заложено 276 чайных плантаций и 155,8 гектаров цитрусовых садов.
В 1948 году обеспечил перевыполнение в целом по району плановый сбор урожая сортового зелёного чайного листа на 15,2 %. Указом Президиума Верховного Совета СССР от 29 августа 1949 года удостоен звания Героя Социалистического Труда за «получение высоких урожаев сортового зелёного чайного листа и цитрусовых плодов в 1948 году» с вручением ордена Ленина и золотой медали «Серп и Молот» (№ 4508).
Этим же указом званием Героя Социалистического Труда были награждены руководители Батумского района первый секретарь Батумского райкома Диомид Севодович Хеладзе, председатель райисполкома Муртаз Юсупович Куршубадзе, заведующий районным управлением сельского хозяйства Скендер Хасанович Чанкуридзе и 17 тружеников различных сельскохозяйственных предприятий Батумского района.
С 1960 года — агроном колхоза села Ахалшени Гардабанского района, затем трудился агрономом в Кобулетском районе. С 1963 года — инспектор территориально-производственного отдела, с 1965 года — заместитель начальника отдела сельского хозяйства и главный агроном Хелвачаурского района. По итогам работы за годы Семилетки (1959—1965) был награждён Орденом «Знак Почёта».
После выхода на пенсию проживал в Батуми. С 1971 года — персональный пенсионер союзного значения. Скончался в 1974 году.
Награды
- Герой Социалистического Труда
- Орден Ленина
- Орден Знак Почёта (02.04.1966)